# Élections législatives sénégalaises de 2017
Les élections législatives sénégalaises de 2017 se déroulent le 30 juillet 2017. Elles sont marquées par la victoire de la coalition Unis par l'espoir (Benno Bokk Yakaar), majorité parlementaire sortante qui soutient le président en exercice Macky Sall.

## Contexte
Les élections étaient initialement prévues pour le 2 juillet 2017  avant d'être reportées au 30 juillet pour éviter une coïncidence entre la campagne électorale et la période de ramadan.

## Système électoral
L'Assemblée nationale est composée de 165 sièges pourvus pour cinq ans selon un mode de scrutin parallèle dans 53 circonscriptions électorales correspondant aux 45 départements du Sénégal auxquels s'ajoutent 8 circonscriptions de la diaspora. 
Sur ce total, 105 sièges sont pourvus au scrutin de liste majoritaire à raison d'un à sept sièges par circonscription, selon leur population. Les circonscriptions de la diaspora comportent entre un et trois sièges, pour un total fixé à quinze sièges. Les électeurs votent pour une liste bloquée de candidat et d'un nombre égal de suppléants, sans panachage ni vote préférentiel. La liste ayant reçu le plus de voix remporte tous les sièges à pourvoir dans sa circonscription. Dans celles ne comportant qu'un seul siège, le vote prend de fait la forme d'un scrutin uninominal majoritaire à un tour,.
Les 60 sièges restants sont pourvus au Scrutin proportionnel plurinominal sur la base du total des voix des partis additionnées au niveau national. Les deux systèmes opèrent indépendamment l'un de l'autre. Contrairement à un système mixte par compensation, les sièges à la proportionnelle ne sont pas attribués de manière que leurs additions à ceux du scrutin majoritaire fassent correspondre le total de sièges des partis à leurs parts des voix au niveau national. Chaque parti obtient une part des sièges pourvus à la proportionnelle correspondant à sa part des suffrages, auxquels s'ajoutent les 90 sièges obtenus dans les circonscriptions à la majorité relative, donnant au scrutin une tendance majoritaire. La répartition des sièges se fait selon le système du quotient simple. Dans le cas de candidats indépendants, les sièges restants après le premier décompte sont attribués suivant la règle du plus fort reste,,
Depuis une loi sur la parité votée en 2010, les listes de candidats et de suppléants doivent obligatoirement alterner les candidats de l'un ou l'autre sexe. Dans le cas où un seul siège est à pourvoir dans la circonscription, le titulaire et le suppléant sont obligatoirement de sexes différents. Pour participer aux élections législatives, les partis doivent préalablement recueillir les signatures d'au moins 0,5 % des électeurs inscrits sur les listes électorales dans la moitié au moins des régions du pays, avec un minimum de mille signatures par région.

### Calendrier
Le scrutin était initialement prévu le 2 juillet 2017. Après discussion avec les principaux partis de l'opposition, le président Macky Sall a finalement retenu la date du 30 juillet 2017, par le décret no 2017-171 du 27 janvier 2017. Ce report permet d'éviter que la campagne se déroule durant le mois de ramadan.

## Campagne
La campagne se déroule du 10 juillet 2017 au jour du scrutin. Elle est marquée par la multiplication des forces en présence, avec 47 listes différentes contre 24 lors des législatives de 2012. Des problèmes d'organisation sont rapidement soulevés. Selon la loi électorale, les électeurs doivent en effet se munir des bulletins de chacune des listes avant d'entrer dans l'isoloir, et un représentant de chaque parti doit être présent dans chaque bureau de vote, en plus du président du jury et des représentants de la Commission électorale nationale autonome (CENA). À cela s'ajoute un risque de confusion entre les différents bulletins de vote, ceux de plusieurs listes se ressemblant en termes de couleurs, de disposition graphique et parfois même de nom. Les médias soulèvent également des problèmes quant à la répartition du temps de parole durant la campagne, qui était de trois minutes par parti en 2012, la nouvelle campagne risquant d'occuper des soirées entières.
Il est ainsi craint que les temps d'attente et l'absence de visibilité entre les différents partis lors de la campagne découragent les électeurs de se rendre aux urnes. Selon Penda Mbow, représentante du président Macky Sall à la Francophonie, la multiplication des listes mènera « inéluctablement » à un fort taux d’abstention. Sadikh Niass, secrétaire général par intérim de la Rencontre africaine pour la défense des droits de l’homme (RADDHO), estime également que les législatives « risquent d’avoir le plus fort taux d’abstention jamais enregistré dans l’histoire électorale du Sénégal ». Elle avait été de 63 % en 2012.
Il est par conséquent décidé d'amender en urgence la loi électorale, notamment en permettant aux électeurs de ne se munir que d'un minimum de cinq bulletins avant d'entrer dans l'isoloir.
Plusieurs centaines de milliers d'électeurs se voient également menacés d'une impossibilité de voter, le plan gouvernemental de remplacement des anciennes cartes électorales par des  nouvelles cartes biométriques accusant un important retard, surpris par la forte demande. Le retard, dénoncé par l'opposition, amène le jour du scrutin à un manque de 800 000 cartes sur les 6 millions prévus, forçant le président Macky Sall à saisir le conseil constitutionnel. Celui autorise ainsi les électeurs à s'identifier dans les bureaux de vote avec d'autres documents.

## Forces en présence
Le grand nombre de partis s'organise en plusieurs coalitions.
- « Unis par l'espoir » (Benno Bokk Yakaar : BBY)

Coalition gouvernementale sortante, soutenant le président en exercice Macky Sall, elle est constituée notamment de Alliance pour la République APR, parti du Chef de l'État, de l'Alliance des forces de progrès (AFP) et du Parti socialiste (PS).
- Coalition gagnante Wattu Senegaal

La liste nationale de la coalition gagnante Wattu Senegaal est notamment composée du Parti démocratique sénégalais (PDS), de l’ex-président Abdoulaye Wade, qui a pris la tête de la coalition.
- Manko Taxawu Sénégal

Principale coalition d'opposition, composée du Parti démocratique sénégalais (PDS), le parti de l’ex-président Abdoulaye Wade, Rewmi, la formation de l’ancien Premier ministre Idrissa Seck, le Grand parti de Malick Gakou, ainsi que de plusieurs « frondeurs » du Parti socialiste (PS), dont la tête de liste Khalifa Sall, le maire de Dakar, est incarcérée depuis début mars.
- « Oser l’avenir »

Coalition d'opposition modérée de l’avocate Aïssata Tall Sall.
- Convergence patriotique
- Réorienter (« Joyyanti »)

Coalition d'opposition dure, présidée par l’ancien Premier ministre Abdoul Mbaye et composée du parti Alliance pour la citoyenneté et le travail (ACT) avec quatre autres partis.
- Les fils du peuple  (« Ndawi askan wi »)
- MRLD - Maître de soi, Guide de soi (« Moom sa Bopp, Mënël sa Bopp »)

Entité indépendante dirigée par l'ancien cadre du Fonds Monétaire International, Dr Abdourahmane Sarr, qui se présente comme la meilleure alternative pour les Sénégalais qui ne se reconnaissent dans aucun parti politique. Le Dr Abdourahmane Sarr s'était également présenté aux élections présidentielles de 2012, mais sa candidature avait été invalidée par le conseil constitutionnel. Ce mouvement prône les valeurs d'autonomie, de liberté et de responsabilité et cherche à convaincre les Sénégalais de se saisir de leurs propres destinées. Sa proposition phare dans ces législatives est l'instauration d'une nouvelle monnaie complémentaire appelée SEN, afin de faciliter l'accès au crédit, qui est difficile au Sénégal à cause des problèmes de garantie et du faible taux de bancarisation des populations.

## Résultats
La victoire de la majorité présidentielle aux législatives est confirmée par la Commission nationale de recensement des votes. Elle livre les résultats provisoires au niveau national, le 4 août au soir. La coalition du maire de Dakar, Khalifa Sall, dépose un recours auprès du Conseil constitutionnel.
|                           |                                                                     |           |       |        |        |        |     |  |  |  |  |  |  |  |
| Partis ou Coalitions      | Partis ou Coalitions                                                | Voix      | %     | Sièges | Sièges | Sièges | +/- |  |  |  |  |  |  |  |
| Partis ou Coalitions      | Partis ou Coalitions                                                | Voix      | %     | SM     | SP     | Total  | +/- |  |  |  |  |  |  |  |
|                           | Unis par l'espoir (BBY)                                             | 1 637 761 | 49,47 | 95     | 30     | 125    | 6   |  |  |  |  |  |  |  |
|                           | Coalition gagnante Wattu Senegaal                                   | 552 095   | 16,67 | 9      | 10     | 19     |     |  |  |  |  |  |  |  |
|                           | Manko Taxawu Sénégal                                                | 388 188   | 11,72 | 0      | 7      | 7      |     |  |  |  |  |  |  |  |
|                           | Parti de l'unité et du rassemblement (PUR)                          | 155 407   | 4,69  | 0      | 3      | 3      | Nv  |  |  |  |  |  |  |  |
|                           | Convergence patriotique Kaddu Askan Wi                              | 65 235    | 1,97  | 1      | 1      | 2      |     |  |  |  |  |  |  |  |
|                           | Alternative du peuple                                               | 37 535    | 1,13  | 0      | 1      | 1      |     |  |  |  |  |  |  |  |
|                           | Manko Yeessal Sénégal                                               | 33 130    | 1,00  | 0      | 1      | 1      |     |  |  |  |  |  |  |  |
|                           | Convergence Patriotique pour la Justice et l'Équité (CPJE) Nay Ieer | 29 956    | 0,90  | 0      | 1      | 1      |     |  |  |  |  |  |  |  |
|                           | Oser l'avenir                                                       | 24 342    | 0,73  | 0      | 1      | 1      |     |  |  |  |  |  |  |  |
|                           | Coalition And Saxal Liggey                                          | 23 142    | 0,69  | 0      | 1      | 1      |     |  |  |  |  |  |  |  |
|                           | Parti pour la vérité et le développement (PVD)                      | 22 769    | 0,68  | 0      | 1      | 1      |     |  |  |  |  |  |  |  |
|                           | Pòle alternatif 3e voie/Senegal dey dem                             | 19 675    | 0,59  | 0      | 1      | 1      |     |  |  |  |  |  |  |  |
|                           | Initiative pour une politique de développement (IPD)                | 19 211    | 0,58  | 0      | 1      | 1      |     |  |  |  |  |  |  |  |
|                           | Union citoyenne / Bunt Bi                                           | 18 268    | 0,55  | 0      | 1      | 1      |     |  |  |  |  |  |  |  |
|                           | Autres partis (33)                                                  | 284 081   | 8,58  | 0      | 0      | 0      |     |  |  |  |  |  |  |  |
|                           |                                                                     |           |       |        |        |        |     |  |  |  |  |  |  |  |
| Suffrages exprimés        | Suffrages exprimés                                                  | 3 310 435 | 99,19 |        |        |        |     |  |  |  |  |  |  |  |
| Votes blancs et invalides | Votes blancs et invalides                                           | 27 059    | 0,81  |        |        |        |     |  |  |  |  |  |  |  |
| Total                     | Total                                                               | 3 337 494 | 100   | 105    | 60     | 165    | 15  |  |  |  |  |  |  |  |
| Abstentions               | Abstentions                                                         | 2 881 953 | 46,34 |        |        |        |     |  |  |  |  |  |  |  |
| Inscrits / participation  | Inscrits / participation                                            | 6 219 446 | 53,66 |        |        |        |     |  |  |  |  |  |  |  |

Le quotient national, seuil nécessaire pour obtenir un siège à la proportionnelle au plus fort reste après répartition[réf. nécessaire], est de 55 147 voix.

## Analyse et conséquences
À l'opposé des pronostics, la participation est relativement forte, avec un peu plus de la moitié des inscrits, mais près de 20 points plus élevée qu'aux précédentes législatives.
Au niveau des résultats, la division de l'opposition amène comme attendu à une victoire du parti présidentiel qui remporte une large majorité parlementaire et place le président en exercice dans une position favorable à deux ans du prochain scrutin présidentiel. La diaspora a massivement voté pour le parti Uni pour l'avenir, qui remporte 14 des 15 sièges lui étant dédiée, le dernier revenant à la « Coalition gagnante Wattu Senegaal ».
L'opposition conteste les résultats, notamment dans la circonscription de la capitale Dakar, qui représente sept sièges, et dépose des recours devant le conseil constitutionnel. Le 14 août, ce dernier publie les résultats définitifs. Aucun recours n'est retenu.
L’ancien Président du Sénégal Abdoulaye Wade et leader de la « Coalition gagnante Wattu Senegaal » menace de boycotter toutes les futures élections organisées par Macky Sall.